# Fleischfeinkost
Fleischfeinkost bezeichnet Feinkostzubereitungen, die als Bestandteil Fleisch enthalten. Dazu zählen Fleischpasten, Fleischpasteten einschließlich Meat Pie und Cornish Pasty, Aspik und Fleischsülze. Eine weitere große Gruppe sind Bratfeinkostprodukte. Bei ihnen ist Fleisch wie Schnitzel, Kotelett, Chicken Wings oder Frikadellen in gebratener oder frittierter Form enthalten. Der Vorteil von Bratfeinkost ist, dass durch das Erhitzen Bakterien auf der Oberfläche des Fleisches abgetötet werden. Allerdings können die Produkte in der Weiterverarbeitung und bei Aufbewahrung wieder mit Keimen kontaminiert werden, sodass Fleischfeinkost generell gekühlt gelagert werden sollte.